# Жандармерия (Швейцария)
Жандармерия является подразделением кантональной полиции франкоязычных кантонов Швейцарии, и ее сотрудники — не солдаты, а гражданские лица.
Первые корпуса швейцарских жандармов берут свое начало от пеших жандармов, которые служили Наполеону Бонапарту во время его пребывания в Швейцарии, когда страна была оккупирована французами.
В настоящее время полицейские полномочия осуществляются отдельными кантонами, которые подобны суверенным государствам. Кантональная полиция обычно подразделяется на два органа:
- жандармерия — регулярная полиция, которая выполняет задачи полицейского патрулирования и реагирования, а также может проводить судебные расследования.
- sûreté («охрана» или «безопасность») — следователи, работающие в Департаменте уголовного розыска (преступления средней и серьезной тяжести).

В некоторых кантонах, однако, жандармы имеют право проводить следственные мероприятия или судебные расследования.